# 86-도스
86-도스(86-DOS)는 시애틀 컴퓨터 프로덕츠(SCP)사에서 팀 패터슨에 의하여 Intel 8086 기반 컴퓨터 키트 용으로 개발되어 판매된 운영 체제로 현재는 단종되었다. 초기에는 QDOS(Quick and Dirty Operating System)로 알려졌으나, 1980년에 SCP가 운영 체제를 라이선스하기 시작하면서 86-DOS로 이름이 변경되었다.
86-도스에는 디지털 리서치사의 CP/M 운영 체제를 모방한 명령 구조 및 응용 프로그래밍 인터페이스가 있어 프로그램을 후자로부터 쉽게 이식할 수 있었다. 마이크로소프트사에게 라이선스 되었다가 그 후 판매되어 MS-DOS 및 PC DOS로 개발되었다.